# FOXI1
FOXI1 (англ. Forkhead box I1) – білок, який кодується однойменним геном, розташованим у людей на короткому плечі 5-ї хромосоми.  Довжина поліпептидного ланцюга білка становить 378 амінокислот, а молекулярна маса — 40 973.
| 10         |  | 20         |  | 30         |  | 40         |  | 50         |
| ---------- |  | ---------- |  | ---------- |  | ---------- |  | ---------- |
| MSSFDLPAPS |  | PPRCSPQFPS |  | IGQEPPEMNL |  | YYENFFHPQG |  | VPSPQRPSFE |
| GGGEYGATPN |  | PYLWFNGPTM |  | TPPPYLPGPN |  | ASPFLPQAYG |  | VQRPLLPSVS |
| GLGGSDLGWL |  | PIPSQEELMK |  | LVRPPYSYSA |  | LIAMAIHGAP |  | DKRLTLSQIY |
| QYVADNFPFY |  | NKSKAGWQNS |  | IRHNLSLNDC |  | FKKVPRDEDD |  | PGKGNYWTLD |
| PNCEKMFDNG |  | NFRRKRKRKS |  | DVSSSTASLA |  | LEKTESSLPV |  | DSPKTTEPQD |
| ILDGASPGGT |  | TSSPEKRPSP |  | PPSGAPCLNS |  | FLSSMTAYVS |  | GGSPTSHPLV |
| TPGLSPEPSD |  | KTGQNSLTFN |  | SFSPLTNLSN |  | HSGGGDWANP |  | MPTNMLSYGG |
| SVLSQFSPHF |  | YNSVNTSGVL |  | YPREGTEV   |  |            |  |            |

A: Аланін

C: Цистеїн

D: Аспарагінова кислота

E: Глутамінова кислота

F: Фенілаланін

G: Гліцин

H: Гістидин

I: Ізолейцин

K: Лізин

L: Лейцин

M: Метіонін

N: Аспарагін

P: Пролін

Q: Глутамін

R: Аргінін

S: Серин

T: Треонін

V: Валін

W: Триптофан

Кодований геном білок за функцією належить до активаторів. 
Задіяний у таких біологічних процесах як транскрипція, регуляція транскрипції, поліморфізм, альтернативний сплайсинг. 
Білок має сайт для зв'язування з ДНК. 
Локалізований у ядрі.